# Bjarni Benediktsson
Bjarni Benediktsson (* 26. ledna 1970, Reykjavík) je islandský politik, který je od 9. dubna 2024 islandským premiérem. Tuto funkci již zastával mezi lednem a listopadem 2017. V letech 2013–2017 byl ministrem financí a tuto funkci zastával znovu od listopadu 2017 do rezignace v říjnu 2023. Od roku 2009 je předsedou liberálně-konzervativní Strany nezávislosti. Vystudoval práva na Islandské univerzitě. Jeho stejnojmenný strýc Bjarni Benediktsson byl islandským premiérem v letech 1963–1970 a rovněž vedl Stranu nezávislosti v letech 1963–1970.
Pro svou schopnost přestát skandály a dlouhodobě setrvat ve vysoké politice je označován jako „teflonový“ politik.

## Krátká vláda
Bjarniho devítiměsíční premiérský mandát byl nejkratším v historii Islandu. Důvodem rychlého pádu byl pedofilní skandál. Strana Zářná budoucnost (Björt framtíð) odešla z koalice poté, co vyšlo najevo, že Bjarniho otec, bohatý podnikatel Benedikt Sveinsson, se přimluvil u úřadů za navrácení občanských práv odsouzenému pedofilovi Hjaltimu Sigurjónu Haukssonovi, který dostal v roce 2004 dvanáct let vězení za zneužívání nezletilé dcery, což byl největší mediálně známý pedofilní případ v islandské historii. Hjalti dříve pro premiérova otce pracoval. Na základě záruky byl Hjalti skutečně propuštěn z vězení, pět let před vypršením trestu. Zářná budoucnost argumentovala, že premiér byl o otcově doporučení ve prospěch pedofila informován v červnu ministrem spravedlnosti, ale mlčel o něm. Protože se Bjarnimu nepodařilo do trojčlenné koalice (v níž byla ještě Reformní strana; Viðreisn.) najít náhradu, musel nechat prezidenta vypsat nové volby.